# Consell departamental dels Alps Marítims
El Consell departamental dels Alps Marítims és l'assemblea deliberant del departament francès dels Alps Marítims, a la regió del Provença – Alps – Costa Blava. La seu es troba a Niça.

## Composició
El març de 2015 el Consell departamental era constituït per 54 elegits pels 27 cantons dels Alps Marítims.
| Partit                              | Sigles | Electes |
| ----------------------------------- | ------ | ------- |
| Majoria (50 escons)                 |        |         |
| Els Republicans                     | LR     | 43      |
| Unió dels demòcrates i independents | UDI    | 7       |
| Oposició (4 escons)                 |        |         |
| Partit Comunista                    | PCF    | 2       |
| Partit Socialista                   | PS     | 1       |
| Ecologistes                         | -      | 1       |

## Presidents
| Data d'elecció | Identitat           | Partit  | Qualitat                              |
| -------------- | ------------------- | ------- | ------------------------------------- |
| 1861           | Louis Lubonis       |         |                                       |
| 1870           | Alexandre Gazan     |         |                                       |
| 1871           | Fortuné Maure       |         |                                       |
| 1874           | François Malausséna |         |                                       |
| 1882           | Joseph Durandy      |         |                                       |
| 1890           | Maurice Rouvier     |         | President del Consell                 |
| 1911           | Flaminius Raiberti  |         | Ministre de Defensa                   |
| 1926           | Louis Gassin        |         |                                       |
| 1931           | Joseph Bermond      |         | Alcalde de Valbonne                   |
| 1932           | Léon Baréty         | AD      | Ministre de Comerç i Indústria        |
| 1945           | Virgile Barel       | PCF     | Diputat                               |
| 1947           | André Botton        | SFIO    |                                       |
| 1951           | Jean Médecin        | PRI     | Alcalde de Niça                       |
| 1961           | Francis Palmero     | UDF     | Senador-Alcalde de Menton             |
| 1964           | Joseph Raybaud      | GD      | Senador-Alcalde de Levens             |
| 1967           | Francis Palmero     | UDF     | Senador-Alcalde de Menton             |
| 1973           | Jacques Médecin     | CNIP    | Diputat-Alcalde de Niça               |
| 1990           | Charles Ginésy      | RPR-UMP | Senador-Alcalde de Péone              |
| 2003           | Christian Estrosi   | UMP     | Alcalde de Niça President de la CANCA |
| 2008           | Éric Ciotti         | UMP     | Diputat                               |
| 2017           | Charles-Ange Ginésy | LR      |                                       |